# Idiocera petilis
Idiocera petilis är en tvåvingeart som först beskrevs av Alexander 1958.  Idiocera petilis ingår i släktet Idiocera och familjen småharkrankar.
Artens utbredningsområde är Nepal. Inga underarter finns listade i Catalogue of Life.